# Елисеев, Николай Алексеевич
Никола́й Алексе́евич Елисе́ев (1903 — 1973) — советский хозяйственный, государственный и политический деятель.

## Биография
Родился в 1903 году в деревне Усть-Вачерга Вологодской губернии. Член ВКП(б) с 1937 года.
С 1915 года — на хозяйственной, общественной и политической работе. В 1915—1957 гг. — в сельском хозяйстве и на сплавных работах, десятник Ёртомского лесопункта, секретарь Устьвачергского сельского совета, председатель сельского совета в селе Важгорт Удорского района, председатель райисполкома Удорского района, 2-й, 1-й секретарь Удорского райкома ВКП(б), 1-й секретарь Корткеросского, Удорского райкомов ВКП(б), 2-й секретарь Сторожевского райкома ВКП(б), секретарь Сторожевского райкома КПСС по Сторожевской МТС, председатель колхоза им. В. И. Ленина Глотовского сельского совета Удорского района Коми АССР.
Избирался депутатом Верховного Совета СССР 1-го созыва.
Умер в селе Кослан Удорского района Коми АССР в 1973 году.